# 長安寺 (大村市)
長安寺（ちょうあんじ）は、長崎県大村市に所在する浄土宗の寺院である。

## 概要
本寺院は、1609年（慶長14年）に、肥前国大村藩初代藩主たる大村喜前公により創建され、喜前公の姉君に当たる於二九の方を開基として建立されたと伝わる。
本寺院の本尊たる「阿弥陀如来立像」は、1796年（寛政8年）に浄土宗総本山たる京の都の知恩院より寄進を奉られたもので平安時代後期に彫刻されたものと云う。
また本寺院には江戸時代に大村の野岳湖開発事業に尽くした偉人と云われる深澤儀太夫勝清の墓所があり、また当地を出身地としていた二所ノ関部屋の元大相撲力士で、昭和時代の日本プロレスの創始者でもあり、インターナショナルヘビー級選手権者に燦然と君臨し、不滅の王者と謳われる力道山光浩の実家である百田家の墓所もあり、力道山の遺骨の一部も手厚く埋葬されている。

## 備考
本寺院にて勤行する僧侶が、仏教と釈尊の御生誕日である4月8日「花まつり」を広めようと企図し、大村市内などでカレーを通したイベント「いきなりカレー」を展開している。

## 文化財
- 白竜の鉢（大村市指定有形文化財）[7]
- 木造阿弥陀如来立像（大村市指定有形文化財）[7]

## 交通アクセス
- 大村線（九州旅客鉄道）大村駅下車 徒歩11分